# Mareile Krumbholz
Mareile Krumbholz (* 1982 als Mareile Schmidt) ist eine deutsche Organistin und Musikpädagogin.

## Leben und berufliche Tätigkeit
Mareile Krumbholz war Jungstudentin an der Robert-Schumann-Hochschule in Düsseldorf. Nach dem Abschluss des Kirchenmusikstudiums mit dem A-Examen studierte sie Orgel, Cembalo und Klavierpädagogik an der Hochschule für Musik in Köln und bestand die Abschlussprüfungen dieser Studiengänge mit Auszeichnung. Das Konzertexamen bei Johannes Geffert legte sie 2008 ab.
Sie spielte Rundfunkaufnahmen ein, war Stipendiatin und ist Preisträgerin von Wettbewerben. Konzertreisen führten sie beispielsweise an das Leipziger Gewandhaus, nach Minsk und nach London. 2010 führte sie das komplette Orgelwerk von Johann Sebastian Bach an zwölf Konzertterminen innerhalb von vier Wochen in Hürth auf.
Mareile Krumbholz unterrichtete Orgelimprovisation an den Musikhochschulen Köln und Stuttgart. Zum Sommersemester 2010 wurde sie auf die Professur für Orgel-Literaturspiel, Liturgisches Orgelspiel, Improvisation und Orgelmethodik an die Hochschule für evangelische Kirchenmusik in Bayreuth berufen. Zu diesem Zeitpunkt war sie mit 27 Jahren die bis dahin jüngste Professorin für Orgel in Deutschland. Ihr Nachfolger in Bayreuth ist seit April 2021 Lucas Pohle. Seit 2021 lehrt sie an der Kölner Musikhochschule als Professorin die Fächer Orgel und Liturgisches Orgelspiel. Zudem leitet sie den Studiengang Evangelische Kirchenmusik.